# 職業訓練指導員 (福祉工学科)
職業訓練指導員 (福祉工学科)（しょくぎょうくんれんしどういん ふくしこうがくか）は、職業訓練指導員免許のうちの1つ。厚生労働省管轄。

## 受験資格
職業訓練指導員免許の受験資格と試験免除を参照。

## 試験科目
学科試験
1. 指導方法（職業訓練原理、教科指導法、訓練生の心理、生活指導及び職業訓練関係法規）
2. 関連学科

- 機械工学（機械要素、機構）
- 電子工学（電子理論）
- 情報制御工学（電子計算機、システム設計、プログラム言語）
- 医学一般（形態、生理、病理、運動力学）
- 環境設備及び福祉機器（環境設備、機能測定機器、機能訓練機器障害代償機器、障害代償機器用材料）
- 職域開発及び障害者職業論（作業適性、作業改善、職業能力評価リハビリテーション、社会福祉制度、労働福祉制度）
- 安全衛生（安全管理、衛生管理）

実技試験
1. 身体機能の測定及び分析
2. 福祉機器の加工及び調整
3. 職業リハビリテーション